# Zanger Rinus
Cathrinus "Rinus" Dijkstra (umetniško ime Zanger Rinus), nizozemski glasbenik; * 19. oktober 1969, Drachten.

## Življenjepis
Leta 2009 je Rinus izdal pesem "Hey Marlous", priredbo "Schöne Maid, hast Du heut' für mich Zeit" nemškega pevca Tonyja Marshalla iz leta 1972. "Hey Marlous" govori o nizozemskem pevcu Marlousu Oostingu. V širši javnosti je Rinus postal dobro poznan po predstavitvi v televizijski oddaji De Wereld Draait Door.
Sledilo je več pesmi, kot sta "Hé Kastelein" (2010) in "Met Romana op de Scooter" ("Spoznal sem Romano na skuterju"). Slednja je bila 8. julija 2011 objavljena na YouTube, v petih dneh pa je naštela 300.000 ogledov. Pesem je pritegnila tudi mednarodno pozornost, o njej je pisal tudi ameriški novičarski blog The Huffington Post.
V Rinusovih spotih lahko pogosto opazimo tudi njegovo življenjsko sopotnico in zaročenko Deboro Siepman, s katero je bil v zvezi od leta 1998. Oba se pojavita tudi v pesmi "Make You Pop" skupine Diplo & Don Diablo. Debora je nepričakovano umrla 7. junija 2024, stara 51 let.
Rinus ima motnjo v duševnem razvoju. V siceršnjem življenju je lesar v socialni delavnici.

## Diskografija

### Singli
| Pesmi                      | Leto | Najvišje pozicije na lestvici (Nizozemski singl Top 100) |
| -------------------------- | ---- | -------------------------------------------------------- |
| "Hej Marlous"              | 2009 | 7.                                                       |
| "Met Romana op de Scooter" | 2011 | 98.                                                      |
| "Eet veel bananen"         | 2013 | 30.                                                      |